# Falla girare
Falla girare è il quarto singolo estratto dall'album di Jovanotti Buon sangue, pubblicato nel 2006.

## Tracce
1. Falla Girare (Radio Edit)
2. Rifalla Girare
3. Falla Girare (Live Edit Version)

## Classifiche
| Classifica (2006) | Posizione massima |
| ----------------- | ----------------- |
| Italia            | 25                |